# Villa Ortúzar
Villa Ortúzar es uno de los barrios en que se encuentra subdividida la Ciudad Autónoma de Buenos Aires. Forma parte de la Comuna 15 y se encuentra delimitado por las calles La Pampa, Av. Forest, Av. Elcano, Av. del Campo, Avenida Combatientes de Malvinas y Avenida Triunvirato. Si bien esos son los límites formales, de acuerdo a lo establecido en la Ordenanza Municipal, es el sector comprendido entre Av. Álvarez Thomas, Av. Chorroarín, Av. del Campo y Av. Elcano el que presenta mayor identificación barrial con Villa Ortúzar. Hacia el norte de la Av. Álvarez Thomas -especialmente el sector comprendido por la Av. de los Incas- el barrio se confunde con Belgrano y hacia el cruce de la Av. de los Incas con la Av. Triunvirato es frecuente que se lo denomine Villa Urquiza o Parque Chas. 
Villa Ortúzar es un barrio de pasado industrial, con casas bajas y escasos negocios concentrados principalmente en sus avenidas. La Av. Triunvirato alberga gran cantidad de comercios dedicados a la venta de repuestos y talleres de automotores. Sobre la Av. Álvarez Thomas se ubica más de una decena de restaurantes, parrillas y negocios de comida. Es uno de los barrios menos poblados de la Ciudad de Buenos Aires. 
Limita con los barrios de Villa Urquiza al norte, Belgrano al noreste, Colegiales al este, Chacarita al sudeste, La Paternal al sur, y Parque Chas al oeste.

## Historia

### Origen
En el año 1614 la orden de sacerdotes Franciscanos se establece en la zona que hoy ocupa el barrio. En 1827, durante el gobierno de Bernardino Rivadavia sus terrenos fueron cedidos a inmigrantes alemanes y en 1862, don Santiago Francisco de Ortúzar compró la chacra 38, trazó las calles y las arboló con eucaliptos.[cita requerida]
Su casa fue construida entre las calles Giribone, Heredia, 14 de Julio y Charlone. Ortúzar instaló grandes palomares y por este motivo el lugar fue conocido como "El Palomar de Villa Ortuzar".

### Día del Barrio
El  26 de abril quedó instituido como el “Día del Barrio de Villa Ortúzar”, fecha en que Ortúzar efectuó la compra de los terrenos donde actualmente se emplaza el barrio. El hito fue promulgado en forma de ley por la Legislatura de la Ciudad Autónoma de Buenos Aires. (Ley 1.065, autores: Fernando Finvard y Raúl Puy). La iniciativa se origina en un pedido de la Junta de Estudios Históricos del barrio.
El mismo señala que el 26 de abril de 1862 :
| ...Don Santiago Francisco de Ortúzar, compra la chacra que, en 1874 se comienza a lotear . La población que allí se estableció, terminó por denominarla “Villa Ortúzar”—Junta de Estudios Históricos de Villa Ortúzar |

## Hitos urbanos

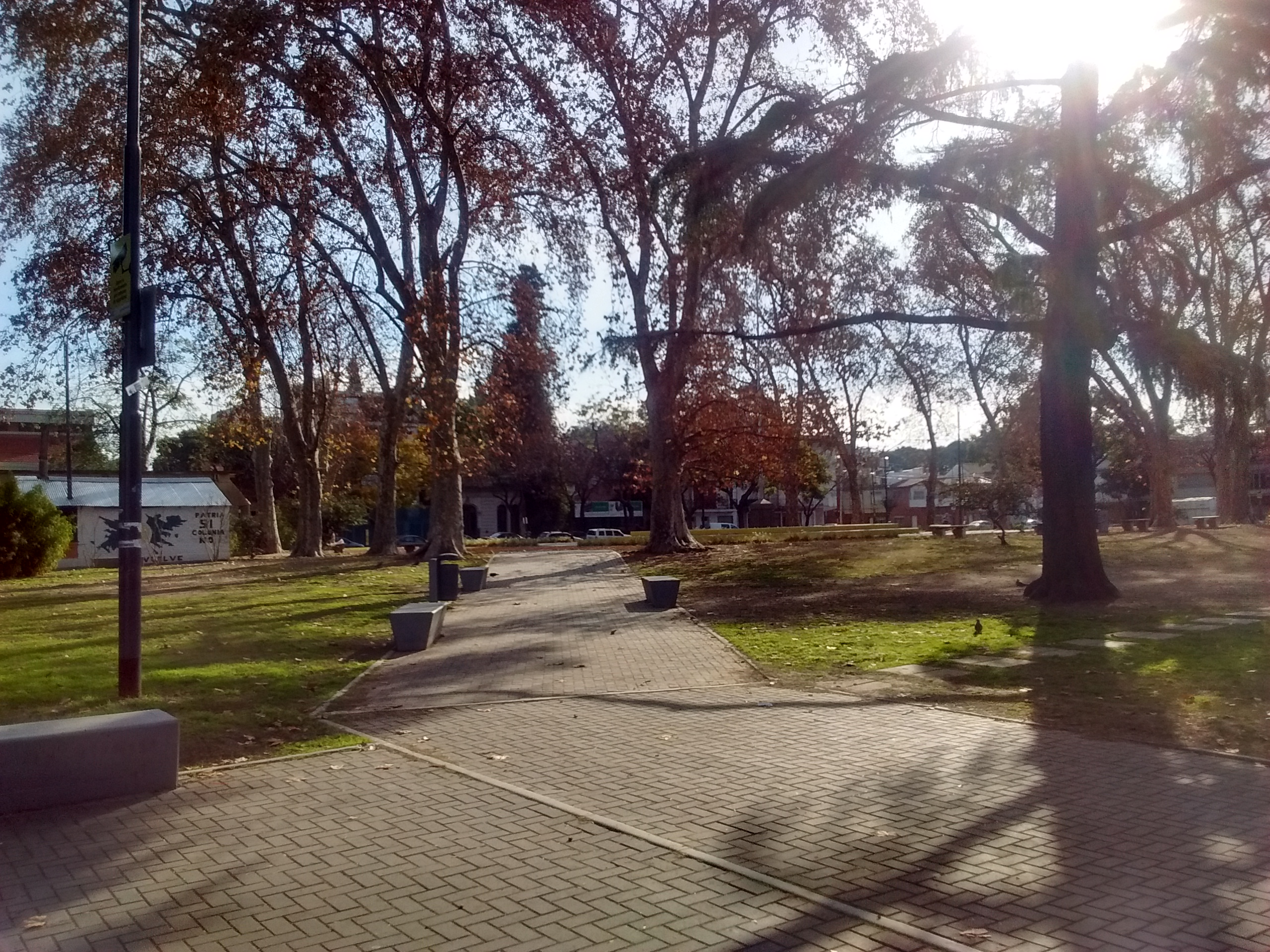
Plaza 25 de Agosto, vista desde la calle Charlone

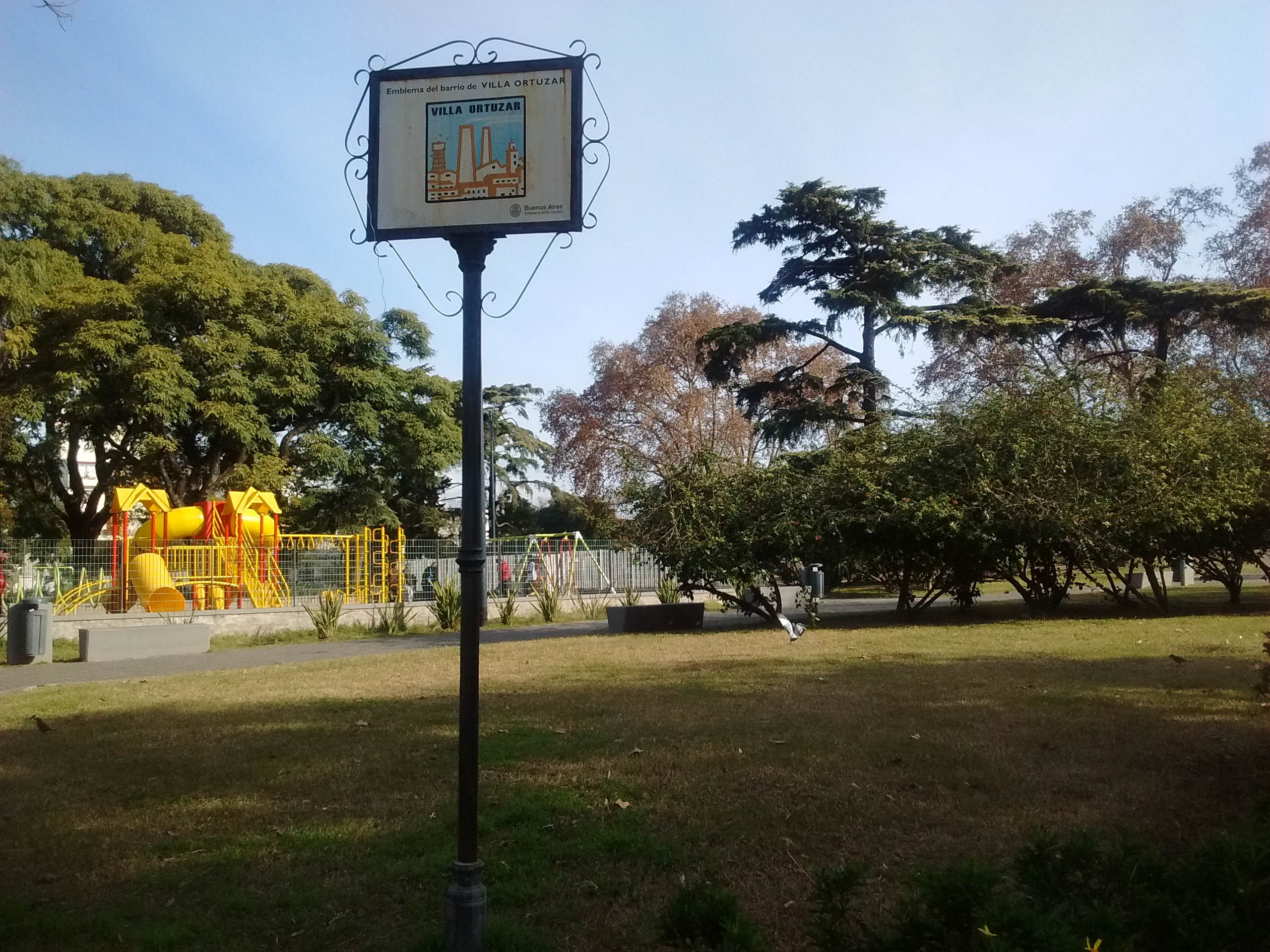
Plaza 25 de Agosto, vista desde la esquina 14 de Julio y Giribone

### Escuelas
- General Mariano Acha (Roseti 1450): La Sra. Manuela Harbin, vecina de la zona, decide fundar una escuela en su domicilio sito en la Av. Triunvirato, para atender a los niños de las quintas. El 22 de agosto de 1888 se inaugura la escuela en la calle África (hoy Roseti) en los terrenos donados por Santiago de Ortúzar.

### Plazas
- Plaza 25 de agosto - En los terrenos donde una vez existió el "Palomar de Ortúzar" se emplaza actualmente la Plaza "25 de agosto", nombrada así en conmemoración del acto de unión, en 1825, de la Provincia Oriental del Uruguay a las Provincias Unidas del Río de la Plata en ocasión de su independencia de Brasil. Dentro de la misma se puede observar un retoño del árbol plantado por el general José Gervasio Artigas, prócer de la gesta independentista rioplatense en la primera mitad del siglo XIX. Conserva una de las últimas calesitas de la ciudad.
- Plaza Antonio Malaver, ubicada entre las calles Heredia, Atanasio Girardot, Estomba y Montenegro, llamada así en honor a Antonio Malaver. Esta plaza tiene la particularidad de que tiene viviendas particulares en dos de sus esquinas, algo inusual en las plazas de la ciudad.

### Monumentos
- En la plazoleta Dr. Roberto Koch,[5] sita en la intersección de las avenidas Combatientes de Malvinas y Chorroarín, se ha erigido un monolito en homenaje a los Combatientes de Malvinas,[6] en virtud de la ley 6.153 de la Ciudad de Buenos Aires.[7]

## Educación superior

### Universidad
Si bien en el área no existen facultades, con sólo trasponer unas pocas cuadras una de las fronteras del barrio, la Av. de los Constituyentes, se accede al predio parquizado que comparten la Facultad de Ciencias Veterinarias (Universidad de Buenos Aires) Facultad de Agronomía (Universidad de Buenos Aires). El mismo funciona a su vez como área de recreación y esparcimiento para los vecinos de zonas aledañas y a su vez reviste un punto de interés para habitantes de barrios más alejados.

### Institutos universitarios
- Universidad Tecnológica Nacional (U.T.N.) - Instituto Nacional Superior del Profesorado Técnico

## Transporte

### Ferrocarril  Línea Urquiza

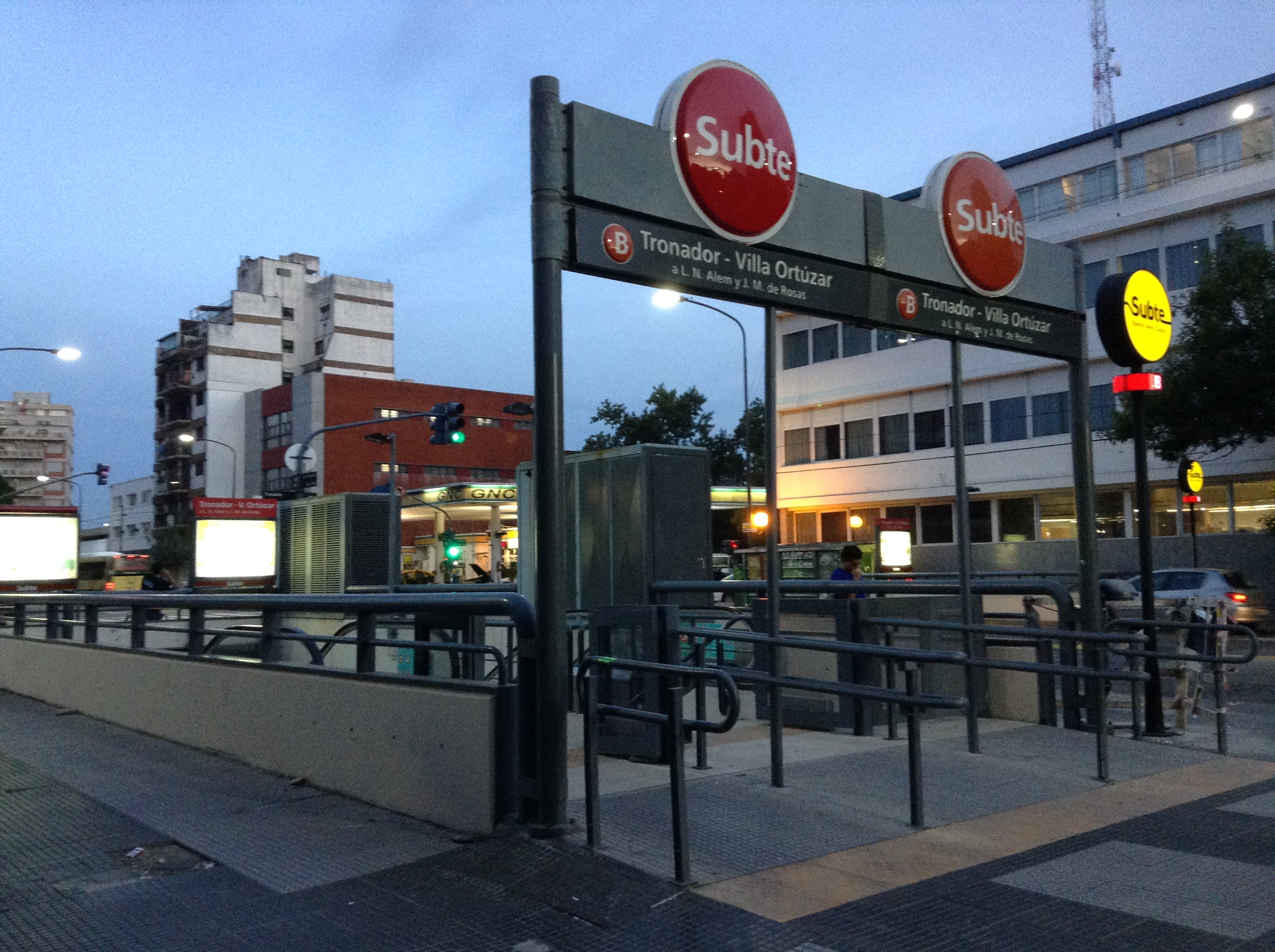
Estación Tronador-Villa Ortúzar. Vista desde la calle Guevara.

Estación Tronador-Villa Ortúzar. Panorámica de los andenes

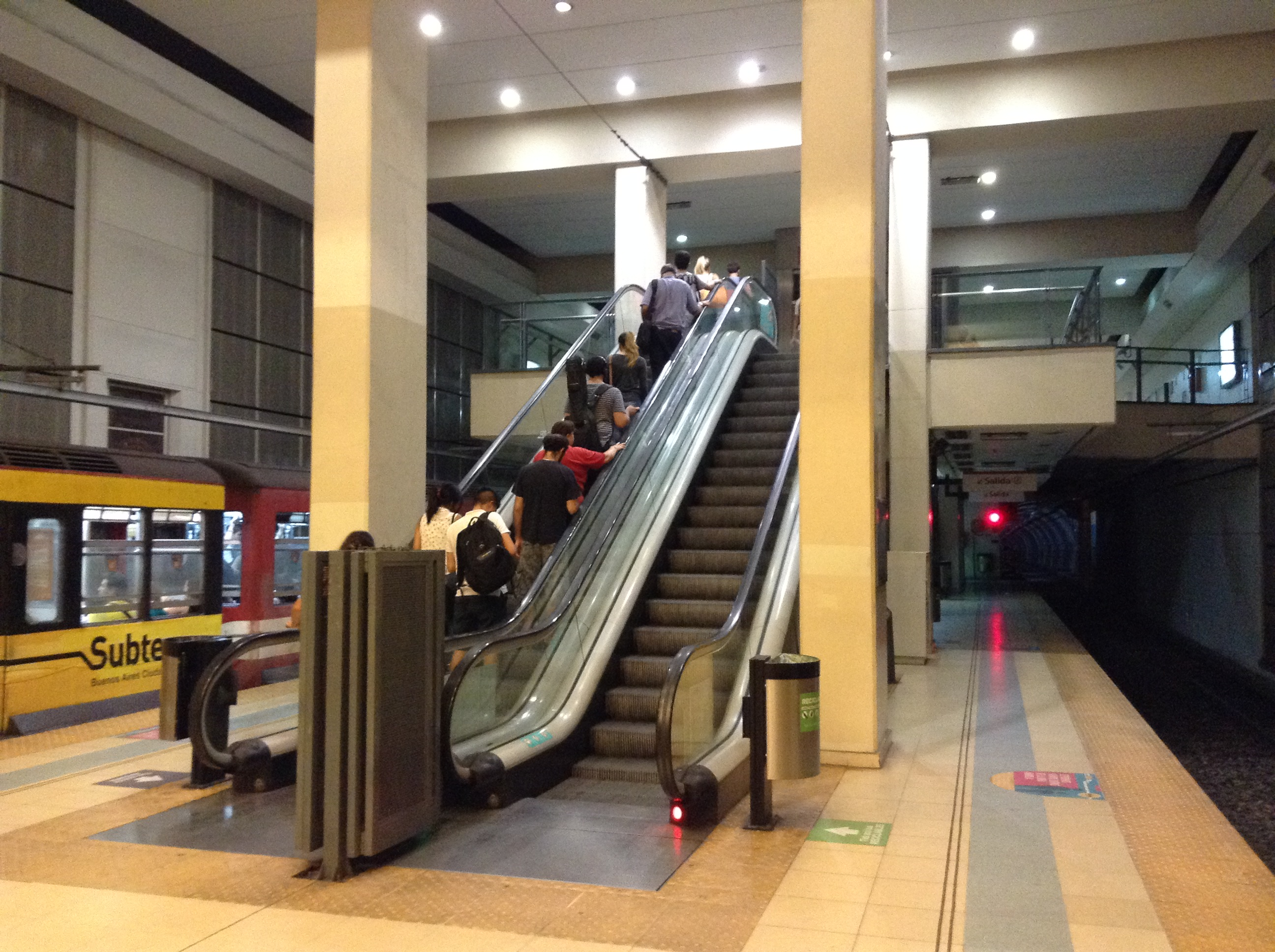
Estación Tronador - Villa Ortúzar, Subte, Línea B

- Estación José Artigas

### Subte  Línea B (Subte de Buenos Aires)
- Tronador - Villa Ortúzar (Subte de Buenos Aires): Posee 128 metros de andenes. Está decorada con 18 vitrales que cuentan la historia del barrio, realizado por los vitralistas Roberto y Ana Soler, quienes tomaron las imágenes de las cedidas por los historiadores para tal fin. Exhibe el caparazón de uno de los tres gliptodontes encontrados en el lugar.
- De los Incas - Parque Chas (Subte de Buenos Aires): Posee 126 metros de andenes. En la estación pueden admirarse una serie de murales de cerámica con relieves, pintados a mano por los artistas plásticos Armando Damián Dillon y María Eggers, que evocan a las culturas precolombinas desde el norte argentino hasta México. Se destaca la gran máscara dorada que está en el final del andén, realizada por Héctor Pinola, ex escenógrafo del Teatro Colón. Ambas estaciones poseen escaleras mecánicas, ascensores para discapacitados e inscripciones en Braille en los accesos.

### Colectivos
Colectivos por Av. Triunvirato: 71 87 108 127
Colectivos por Av. Álvarez Thomas (regresan por Charlone): 90 93 140 176
Colectivos por Av. Forest: 19 44 65 76
Colectivos por Av. Los Incas: 80
Colectivos por Av. El Cano - Av. del Campo: 123
Colectivos por Av. Combatientes de Malvinas: 113 133

## Vecinos notables
- Gustavo Cerati - Músico. Vivió hasta su adolescencia en Heredia 1219, donde aún vive su madre.
- Osvaldo Pugliese - Músico. Vivió en Álvarez Thomas 1445 y Roseti 1689